# (3566) Levitan
(3566) Levitan est un astéroïde de la ceinture principale.

## Description
(3566) Levitan est un astéroïde de la ceinture principale. Il fut découvert le 24 décembre 1979 à Naoutchnyï par Lioudmila Jouravliova. Il présente une orbite caractérisée par un demi-grand axe de 2,36 UA, une excentricité de 0,13 et une inclinaison de 2,3° par rapport à l'écliptique.

## Compléments